# Ludwig von Köchel
Ludwig Alois Ferdinand Ritter von Köchel, född 14 januari 1800, död 3 juni 1877, var en musikvetenskapsman, skrivare, kompositör och botanist. Han är mest känd för att ha katalogiserat Mozarts verk i Köchelförteckningen.